# ريك شتاين
ريك شتاين (بالإنجليزية: Rick Stein) هو طاهي وطباخ بريطاني، ولد في 4 يناير 1947 في أكسفوردشير في المملكة المتحدة.

## وصلات خارجية
- الموقع الرسمي
- ريك شتاين على موقع IMDb (الإنجليزية)
- ريك شتاين على موقع قاعدة بيانات الفيلم (الإنجليزية)